# Rosa Bela
Rosa Bela Soares (Lisboa, 28 de outubro de 1991) é uma atriz portuguesa.

## Biografia
Rosa Bela, nasceu em Lisboa, no dia 28 de outubro de 1991. Apesar de ter nascido na capital portuguesa, mudou-se para Oliveirinha, Aveiro ainda em criança.
Sempre demonstrou uma forte inclinação para as artes, o que a levou a levou a seguir uma carreira no teatro e, posteriormente, na televisão e no cinema. Desde jovem fez vários cursos e workshops na área e, em 2008, mudou-se definitivamente para Lisboa onde continuou a sua formação na ACT - Escola de Atores. 
Em 2011, estreia-se profissionalmente no teatro e a partir daí fez parte de elencos de várias peças. Iniciou o seu percurso televisivo em 2013, na série I Love It da TVI, mais tarde integrou o elenco de A Herdeira (TVI) - 2017, Da Mood - (RTP1) - 2021 ou Por Ti (SIC) - 2022.
Em 2024, foi uma das concorrentes do reality show da TVI, Dilema.

## Vida pessoal
Rosa Bela tinha 16 anos quando veio para Lisboa tentar a sorte no mundo da representação. Conheceu Carlos Areia, na altura com 64 anos, e depressa ficaram amigos. "Eu disse-lhe que tinha 21 anos e ele acreditou. Descobriu que era mentira, mais tarde pela imprensa". Isso fez com que ele se afastasse dela, ainda que não tivessem, até ao momento, qualquer envolvimento amoroso. E foi esse afastamento que fez com que ele percebesse que estava apaixonado. Enfrentaram tudo e todos em nome de um amor que dura há 15 anos. Trabalham juntos, planeiam casar-se e até ter filhos. E garantem que não é a diferença de idades (ela tem 32 e ele 80) que os demove de fazer planos. "Eu tenho passado e presente, ela tem presente e futuro". 
Nota: Entrevista do casal para a Rádio Comercial

## Televisão
| Ano         | Projeto                             | Papel         | Notas                                                             | Canal |
| ----------- | ----------------------------------- | ------------- | ----------------------------------------------------------------- | ----- |
| 2013        | I Love It                           | Elsa          | Elenco Adicional                                                  | TVI   |
| 2014        | Água de Mar                         | ND            | Elenco Adicional                                                  | RTP1  |
| 2015        | Poderosas                           | ND            | Elenco Adicional                                                  | SIC   |
| 2017 - 2018 | A Herdeira                          | Pepa          | Elenco Adicional                                                  | TVI   |
| 2022        | Da Mood                             | ND            | Elenco Adicional                                                  | RTP1  |
| 2022        | Por Ti                              | Freira        | Elenco Adicional                                                  | SIC   |
| 2022        | Casa Feliz                          | Ela Própria   | Comentadora do reality show - Quem Quer Namorar com o Agricultor? | SIC   |
| 2022        | Quem Quer Namorar com o Agricultor? | Ela Própria   | Comentadora                                                       | SIC   |
| 2023        | Queridos Papás                      | Secretária    | Elenco Adicional                                                  | TVI   |
| 2024        | Inspetor Max                        | Lígia Batista | Participação Especial                                             | TVI   |
| 2024        | Dilema                              | Ela Própria   | Concorrente                                                       | TVI   |
| 2025        | Vizinhos Para Sempre                |               | Elenco adicional                                                  | TVI   |

Nota: ND (Papel não divulgado)

## Cinema
| Ano  | Filme                    | Papel      |
| ---- | ------------------------ | ---------- |
| 2021 | Um Jantar Muito Original | Clementina |

## Teatro
| Ano  | Peça                       | Papel | Notas                 |
| ---- | -------------------------- | ----- | --------------------- |
| 2012 | Pijama Para Seis           |       |                       |
| 2013 | Agarra Que é Milionário    |       |                       |
| 2016 | As Vedetas                 |       | Teatro Armando Cortez |
| 2024 | Trair e Coçar é Só Começar |       |                       |